# Halford
Halford è un gruppo musicale statunitense fondato dal cantante dei Judas Priest, Rob Halford, da cui la formazione prende il nome.

## Storia del gruppo
Rob, dopo aver lasciato i Judas Priest, aveva intrapreso una propria carriera già con altri gruppi, i Fight e i 2wo, ma entrambi non ebbero un buon successo commerciale. Gli Halford videro la luce sul finire del 1999. Il cantante inglese reclutò musicisti di enorme spessore tecnico, come i chitarristi Patrick Lachman e "Metal" Mike Chlasciak, il bassista Ray Riendeau e il batterista Bobby Jarzombek.
L'album d'esordio, Resurrection (2000), fu un ottimo successo commerciale e vendette anche di più rispetto alla sua ex band, che un anno dopo pubblicò il tanto chiacchierato Demolition.
Il genere proposto dal gruppo ha una matrice di heavy metal classico, ma dotato di un sound molto potente. Brani validi da menzionare sono l'omonima Resurrection, Made In Hell, Nightfall e The One You Love To Hate, quest'ultimo vede come ospite Bruce Dickinson, il frontman degli Iron Maiden. Lo stesso Rob disse che questo disco era "L'album che i Judas Priest avrebbero dovuto pubblicare dopo Painkiller ".
Successivamente, gli Halford intrapresero un tour, il quale verrà documentato nel disco dal vivo Live Insurrection (2001).
Il secondo capitolo discografico, Crucible (2002), non ebbe lo stesso successo del precedente: il suond divenne ancor più duro e moderno, con le chitarre dotate di un suono molto rombante e possente, ma molti fan non lo acclamarono come Resurrection.
L'ultimo disco pubblicato fu Fourging The Furnace (2003) un EP venduto solo in Giappone. Intanto nel gruppo, inizia a crescere una forte instabilità, dato che i membri iniziarono a ricevere varie offerte da altri gruppi.
Nel 2004, gli Halford si dichiararono sciolti. Rob ritornò nei Judas Priest, Lachman entrò nei Damageplan degli ex Pantera Vinnie Paul e Dimebag Darrell, Chlasciak venne reclutato nei Testament, Riendeau dal chitarrista Greg Koch e Jarzombek fece il turnista in vari gruppi.
Dopo la reunion, il 9 settembre 2009, Rob Halford annunciò il terzo album della band, intitolato Halford 3 - Winter Songs, uscito il 3 novembre 2009. L'album contiene nuove canzoni composte tra il 2008 e il 2009 assieme a canzoni di Natale riarrangiate in forma heavy metal dallo stesso Halford. Il primo singolo, "Get Into the Spirit" è stato distribuito alle radio il 29 settembre 2009..
Il 27 settembre 2010 venne pubblicato Halford IV - Made of Metal, quarto lavoro in studio della band, anticipato dal live Live in Anaheim.

## Formazione

### Storica
- Rob Halford - voce
- Patrick Lachman - chitarra
- Roy Z - chitarra
- Mike Davis - basso
- Bobby Jarzombek - batteria

### Altri membri
- "Metal" Mike Chlasciak - chitarra
- Ray Riendeau - basso

## Discografia

### Album in studio
- 2000 - Resurrection
- 2002 - Crucible
- 2009 - Halford 3 - Winter Songs
- 2010 - Halford IV - Made of Metal

### Live
- 2001 - Live Insurrection
- 2004 - LIVE - Disney House of Blues Concert
- 2010 - Live in Anaheim - Original Soundtrack
- 2011 - Live at Saitama Super Arena - Original Soundtrack

### Raccolte
- 2006 - Metal God Essentials, Vol. 1
- 2015 - The Essential Halford

### EP
- 2003 - Fourging the Furnace
- 2006 - Silent Screams: The Singles

### Singoli
- 2000 - Night Fall
- 2006 - Forgotten Generation (digital download)
- 2006 - Silent Screams
- 2009 - Get Into the Spirit
- 2009 - Christmas For Everyone
- 2009 - Oh Come O Come Emanuel
- 2010 - The Mower (digital download)

## Videografia
- 2008 - Resurrection World Tour - Live at Rock in Rio III
- 2010 - Live in Anaheim
- 2011 - Live at Saitama Super Arena